# Andamanbulbyl
Andamanbulbyl (Microtarsus fuscoflavescens) är en asiatisk fågel i familjen bulbyler inom ordningen tättingar. Den förekommer enbart i den indiska ögruppen Andamanöarna. Trots det begränsade utbredningsområdet anses beståndet vara livskraftigt. Fågeln behandlades tidigare som underart till svarthuvad bulbyl, men urskiljs numera vanligen som egen art.

## Utseende
Andamanbulbylen är en liten (14–17 cm) och aktiv bulbyl. Den är lik svarthuvad bulbyl som den tidigare ansågs utgöra en underart till: svartaktig på huvudet och strupen, olivgrön rygg, gul vingpanel och gult ändband på stjärten med ett mörkare band innanför. Andamanbulbylen är dock olivgrön på hjässa och örontäckare där svarthuvad bulbyl är svart, och undersidan är mer bjärt gulfärgad.

## Utbredning och systematik
Fågeln återfinns enbart i indiska ögruppen Andamanerna öster om Bengaliska viken, där på South och Middle Island. Tidigare betraktades den som en underart till svarthuvad bulbyl. Den behandlas som monotypisk, det vill säga att den inte delas in i några underarter.

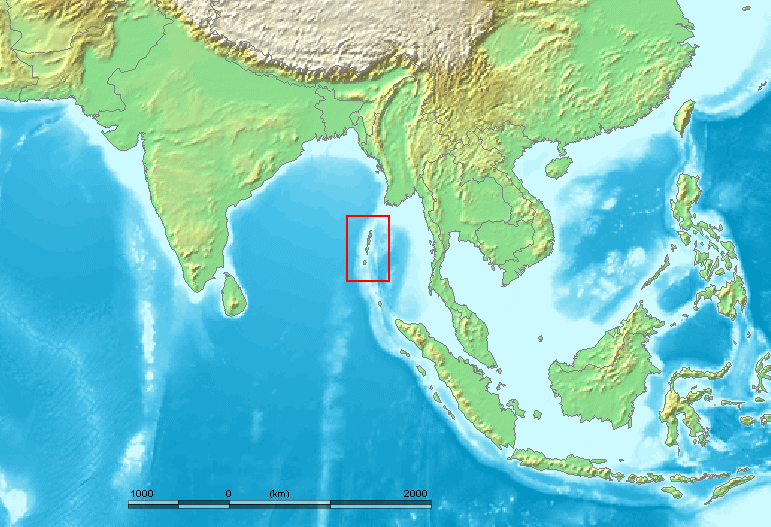
Fågeln är endemisk för Andamanöarna öster om Bengaliska viken.

### Släktestillhörighet
Arten placerades tidigare i släktet Pycnonotus. DNA-studier visar att Pycnonotus dock är parafyletiskt visavi Spizixos.

## Levnadssätt
Fågeln hittas i både städsegrön skog, öppen lövskog, skogsbryn och tät igenväxande skog. Jämfört med lokala populationen av rödörad bulbyl är den mer skogsberoende. Födan består av frukt som den plockar från träd och buskar. Den ska även äta insekter, vilket dock behöver bekräftas. Arten påträffas enstaka eller i par, ibland i smågrupper, när den rör sig rätt försynt i undervegetationen eller på medelhög nivå bland träden, ofta i artblandade flockar.

## Status och hot
Andamanbulbylen har ett litet utbredningsområde och minskar i antal, dock inte tillräckligt kraftigt för att anses vara hotad. Internationella naturvårdsunionen IUCN kategoriserar den därför som livskraftig. Världspopulationen uppskattas till under 10 000 vuxna individer.